# Ruch rewizji chronologii starożytnej
Ruch rewizji chronologii starożytnej – ruch pseudonaukowy, powstały w latach 50. XX wieku, skupiony w międzynarodowych organizacjach badawczych SIS i ISIS, dążący do skrócenia konwencjonalnej chronologii starożytnego Egiptu i powiązanych z nią chronologii całego świata starożytnego.
Początek ruchowi dał katastrofista Immanuel Velikovsky, który zakwestionował istnienie Wieków Ciemnych w chronologii greckiej, które – jego zdaniem – były potrzebne na użytek nienaturalnie długiej i nieprawdziwej chronologii egipskiej. Według niego błąd ustalonej na pocz. XX wieku konwencjonalnej chronologii egipskiej polega na przyjęciu chronologicznego następstwa dynastii egipskich według sprawozdania Manethona oraz na utożsamieniu biblijnego faraona Sziszaka z Szeszonkiem I.
Badacze skupieni wokół Velikovskiego stworzyli organizację SIS – Society for Interdisciplinary Studies (1974), która oprócz badań nad chronologią starożytną zajmuje się promowaniem katastrofizmu.
Młodsze pokolenie członków SIS, którego znanymi przedstawicielami są David Rohl i Peter James zerwało z katastrofizmem i skupiło się wyłącznie na rewizji chronologii starożytnej, zakładając organizację ISIS – Institute for the Study of Interdisciplinary Sciences (1985-2005).
Na przełomie XX i XXI w. sprawa rewizji chronologii starożytnej zyskała duży rozgłos dzięki książkom Davida Rohla i opartym na nich filmom dokumentalnym, emitowanym przez stację telewizyjną Discovery.